# Comau
Comau (COnsorzio MAcchine Utensili) è una società italiana, di proprietà del private equity americano One Equity Partners, con sede a Torino, specializzata nell'automazione industriale. Presente in 13 Paesi, realizza tecnologie per la produzione di veicoli elettrici, ibridi e tradizionali, robot industriali e collaborativi, robotica indossabile, strumenti per la logistica a guida autonoma, centri di lavorazione meccanica, servizi digitali interconnessi e sistemi per trasmettere, elaborare e analizzare dati macchina e di processo.

## Storia

### Fondazione
Comau è stata fondata nel 1973 per riunire le aziende dell'area torinese che fornivano equipaggiamento agli stabilimenti VAZ di Togliatti in Russia.
Nel 1977 MST S.p.A., Morando S.p.A., IMP S.p.A. e Colubra Lamsat S.p.A. si uniscono in una sola azienda, Comau Industriale S.p.A.
Nell'anno successivo viene ufficialmente fondata Comau S.p.A. con l'accorpamento degli stabilimenti e delle attività produttive di Comau Industriale S.p.A.
L'azienda viene poi rinominata Comau Finanziaria S.p.A.

### Espansione
Nel 1984 l'azienda inizia a espandersi oltre i confini europei con la società Comau Productivity Systems Inc., dedicata allo sviluppo delle attività commerciali in Nord America.
Nel 1988 Comau Finanziaria S.p.A. acquisisce una quota di maggioranza di Italtech S.p.A., specializzata in macchine per iniezione plastica. L'anno successivo viene acquisita la Berto Lamet, produttrice di stampi per lastratura metallo, e la UTS, società di ingegneria di prodotto e di processo. Berto Lamet successivamente acquisisce TEA, specializzata in stampi a iniezione e, nel 1990, rileva l'azienda spagnola di stampi per lastratura metallo Mecaner S.A.
Nel 1995 Comau intensifica l'attività di espansione nei mercati del Sud America, Europa, Nord America e Asia. Nell'area Mercosur vengono fondate Comau do Brasil Ind e Com. Ltda e Comau Argentina S.A., mentre in Germania viene fondata Comau Deutschland GmbH.
Parallelamente Comau Productivity Systems espande la propria struttura e cambia nome in Comau North America Inc. In Cina viene aperto un ufficio di rappresentanza a Pechino, mentre in Francia nel 1996 viene fondata Comau France S.A.
A partire da questa data Comau adotta il nome ufficiale di Comau S.p.A.
Nel 1997 Comau rileva la quota di maggioranza di Geico S.p.A., produttore di sistemi di verniciatura per l'industria automobilistica. Nel mercato sud-est asiatico inizia a operare Comau India Pvt Lttd. In Polonia, a Tychy, diventa operativo lo stabilimento per la produzione di stampi di lastratura metallo e servizi di manutenzione Comau Poland Sp.z.o.o. Nello stesso anno viene creata la divisione Comau Service per la fornitura di servizi di manutenzione a livello globale.
Nel 1999 Comau acquisisce la compagnia francese Sciaky S.A., produttrice di sistemi di pinze per carrozzeria, rinominata in seguito Comau Sciaky S.A. Nello stesso anno Comau S.p.A. rileva una quota di maggioranza in Renault Automation S.A. in Francia, specializzata in processi ingegneristici, taglio di metalli e assemblaggio.
Sempre nel 1997 Fiat S.p.A. acquisisce Progressive Tool and Industries Co. (PICO), azienda specializzata in sistemi di produzione per scocche successivamente rinominata Comau Pico. Nel Regno Unito la Pico Estil, con sede a Luton, viene rinominata Comau Estil; in Sud Africa, la Aims Corporation di Uitenhage viene rinominata Comau South Africa Pty Ltd. Nel 2000 viene inaugurata Comau Automotive Equipment Colt. a Shanghai, Comau Belgium N.V., specializzata in servizi di manutenzione in Nord Europa, e Comau Systems Services S.L. in Spagna.
L'anno successivo Comau S.p.A. rileva due compagnie specializzate in ingegneria di processo e industrializzazione di prodotti automotive, Germann-Intec GmbH e Team Resources Romania, divenuta in seguito Comau Romania S.A. Nel 2001 viene inaugurata ad Adelaide Comau Australia, seguita nel 2002, in Svezia da Comau Ingest Sverige AB; nel 2003 Comau Russia Srl e Comau (Shanghai) International Trading Co. Ltd. iniziano le attività concentrando il proprio core business sull'import-export.
In questo periodo Comau Sciaky SA acquisisce la totalità delle quote di Gerbi & Sciaky, azienda francese specializzata nella produzione di pinze elettriche, cambiando il nome in Sciaky S.A.S. nel 2004. L'anno successivo Comau Service France e Comau Sciaky e Sciaky S.A.S vengono consolidate all'interno di Comau France S.A.
Nel 2005 avviene la fusione tra Comau Germann-Intec GmbH Comau Deutschland GmbH. Nel 2007 Comau-Germann Intec GmbH inizia le attività in Germania con un focus sulle attività ingegneristiche.
Nel 2009 viene lanciata la divisione Comau Aerospace, portando l'azienda in un nuovo segmento industriale attraverso la fornitura di sistemi di foratura e rivettatura.
In seguito, tra il 2010 e il 2011, Comau espande la propria attività con eComau, divisione specializzata in prodotti e servizi per il settore energetico, e Comau Adaptive Solutions, dedicata alla fornitura di tecnologie per l'automazione industriale nel settore dei veicoli commerciali, costruzioni, agricoltura, minerario, trasporto ferroviario passeggeri e merci, solare ed eolico.
Sempre a partire dal 2010 Comau apre tre nuovi stabilimenti sia in Cina e in Europa nascono Comau Repubblica Ceca, Comau Turchia e una nuova sede in Germania. Negli anni a seguire nascono Comau Thailandia e Comau Brasile e lo stabilimento di Comau Messico viene ampliato.
Nel 2017 vengono aperte due nuove sedi, nel Regno Unito ed in California.

### Riassetto del vertice
Nel giugno del 2020 si assiste a un riassetto del vertice aziendale: nuovo Presidente è Alessandro Nasi, che dal 2005 è entrato nel Gruppo Fiat a seguito di un percorso professionale iniziato nel settore bancario e della finanza, ha ricoperto ruoli di responsabilità in Fiat Powertrain Technologies e in CNH Industrial, azienda che produce macchinari per l'agricoltura e le costruzioni, ed attualmente è membro del Consiglio di Amministrazione di CNH Industrial, Presidente di Iveco Defence Vehicles, membro dell'Advisory Board del Gruppo Lego, e Vice Presidente del Board di EXOR.
Nuovo amministratore delegato viene nominato Paolo Carmassi, ex manager della multinazionale statunitense Honeywell e della Malvern Panalytical.

### Dal 2020 a oggi
Nel 2020 Comau sigla l'accordo di collaborazione tecnologica con TIM per supportare la trasformazione digitale del settore manifatturiero. Nello stesso anno lavora al fianco di FCA e Fiat per la produzione della prima 500 completamente elettrica, diventa partner e socio fondatore di MADE, il Competence Centre per avvicinare le imprese italiane all'industria 4.0, socio di Artes 4.0 a Pisa, collaboratore del CIM 4.0 di Torino e, in contesto europeo, è partner dell'Innovation Community EIT Manufacturing.
Nel 2021, oltre ad aver aderito alla European Battery Alliance (Eba) e alla Batteries European Partnership Association (Bepa), contribuisce anche alla European Technology & Innovation Platform (Etip) per le batterie e collabora con UK Battery Industrialisation Centre per lo sviluppo di una linea di assemblaggio semi-automatica per l'assemblaggio di moduli batterie e pacchi batterie. Nello stesso anno nasce la nuova collaborazione tra l'azienda e Rockwell Automation per la creazione di soluzioni unificate di controllo dei robot e con Ilika plc. ad un progetto per potenziare la capacità produttiva di batterie allo stato solido Goliath dell'azienda e portarla da livelli prototipali alla produzione in serie. Il progetto viene completato nel 2022.
Nel corso dell'Italian Tech Week di Torino, nel settembre 2021, Comau viene pubblicamente elogiata dal CEO e fondatore di Tesla, Elon Musk, per il supporto fornito in un momento di difficoltà, tra il 2017 e il 2019, quando Comau, che collabora con Tesla da lungo tempo, si è occupata della realizzazione delle linee di assemblaggio per la produzione della Model 3.
Nell’aprile del 2022 Comau annuncia la nomina di Pietro Gorlier come nuovo Chief Executive Officer, in precedenza Chief Parts and Services Officer globale per Stellantis, Presidente & CEO di MOPAR, CEO di Magneti Marelli, Chief Operating Officer (COO) della Regione EMEA di FCA e, dal 2011, membro del Group Executive Council (GEC) di FCA.
Nel maggio dello stesso anno Comau collabora all'espansione delle linee di produzione auto nello stato brasiliano di Pernambuco, dove viene prodotto il nuovo Jeep Commander SUV a 7 posti. 
Il 30 dicembre 2024 viene completata la cessione della maggioranza del capitale azionario alla società di private equity americana One Equity Partners: con tale operazione il gruppo Stellantis cede quindi il controllo restando come azionista di minoranza.

## Prodotti, tecnologie e servizi

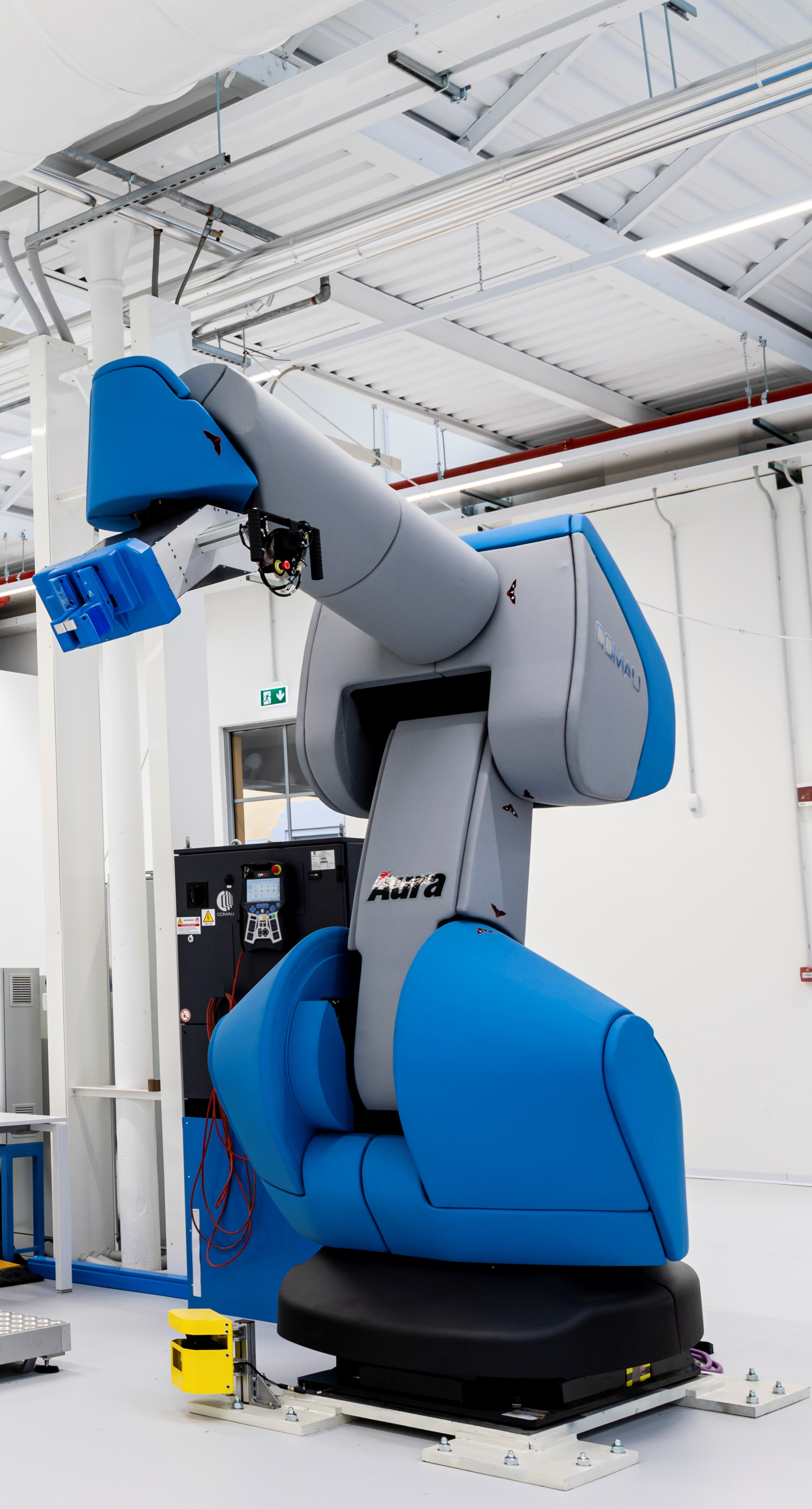
AURA robot di Comau esposto al MADE Competence Centre di Milano.

### Body assembly
Produzione di:
- tecnologie per l'assemblaggio e la saldatura di scocche, telai e componenti delle vetture;
- sistemi di giunzione e lavorazioni speciali (come tecnologie per il taglio laser e al plasma, pinze di saldatura, macchine per la saldatura a punti, soluzioni per le applicazioni di brasatura)[21]

### Motorizzazione e lavorazioni meccaniche
Analisi, sviluppo, progettazione e realizzazione di tecnologie produttive per il settore manifatturiero:
- centri di lavoro universali integrati IIoT (Industrial Internet of Things o Internet delle cose nel campo industriale);
- sistemi flessibili;
- linee produttive;
- macchine per la lavorazione dell'albero motore ("crankshaft machines");
- macchine per la spruzzatura termica ("thermal spray coating", processo di rivestimento a spruzzo dei materiali)

Tecnologie per lavorazione e assemblaggio di motori tradizionali e per vetture elettriche per il settore automobilistico e dei trasporti:
- scatole cambi;
- trasmissioni e motori a combustione interna;
- batterie ricaricabili e motori elettrici (eDrive)

### Robot e prodotti di automazione
Comau inizia a sviluppare soluzioni di robotica nel 1978.
Nel 1979 produce la prima linea di assemblaggio robotica, il sistema Robogate adottato da FIAT nello stabilimenti di Rivalta e Mirafiori. Tra gli anni '70 e l'inizio degli anni '80 inizia a produrre i primi robot industriali. Nella seconda metà degli anni '80 inizia a progettare robot a laser. 
Negli anni successivi sono sviluppati: 
- robot antropomorfi progettati per applicazioni industriali, bracci robotici "SCARA" (robot che si muovono su un piano orizzontale), robot a 6 assi con piccolo, medio ed elevato carico al polso, robot progettati per lavorazioni speciali ed i modelli "a polso cavo" ("hallow wrist");[24]
- robot collaborativi;[25]
- esoscheletri (MATE-XT); [26]
- veicoli a guida automatica (AGV) (Agile 1500);[27]
- robot educativi (e.DO);
- prodotti per automazione impresa 4.0 (LHYTE,[28] Spot Welding Machine[29]

### Elettrificazione
Sviluppo di prodotti e processi di automazione per l’elettrificazione.
Collaborazione al progetto Flexible Battery Dismantling (Flex-BD) per automatizzare tutte le operazioni di smantellamento delle batterie.

### Altri servizi
Servizi di assistenza e manutenzione, ottimizzazione degli impianti di lavorazione, pianificazione strategica delle risorse.
Servizi di integrazione di sistemi, servizi di progettazione e fornitura di tecnologie per l'implementazione delle linee produttive.

### Formazione
Comau, con il progetto Comau Academy, organizza master e corsi di formazione tecnica e manageriale.

## Azionariato
Comau è controllata One Equity Partners per il 50,1% mentre da Stellantis il 49,9%.